# しのはら勉
しのはら 勉（しのはら つとむ）は、日本の漫画家。1976年、第15回週刊少年マガジン新人漫画賞に『ケンカ権六・学園荒らし』が入選しデビュー。1998年-2020年、『ドンキーコミックス』にて『やんちゃブギ』を連載。

## 主な作品

### 漫画
- 青春の誓い（東京漫画出版社）
- 花の輪デンプシー（週刊少年マガジン、講談社）
- されどスクラム（原作：小堀洋、漫画アクション、双葉社）
- 青春改札口（原作：山村俊、月刊少年マガジン、講談社）
- 酎ハイれもん（原作：史村翔、週刊ヤングマガジン、講談社）
- BOSS（原作：田宮幸一、ビッグコミック、小学館）
- ぶきっちょ（月刊少年マガジン、講談社）
- カーニバル（別冊漫画アクション、双葉社）
- やんちゃブギ（ドンキーコミックス、綜合図書 ）
- やんちゃ外伝（ドンキーコミックス、綜合図書 ）

### 映像作品
- 酎ハイれもん LOVE30S （作画担当）